# Гнучкі резервуари

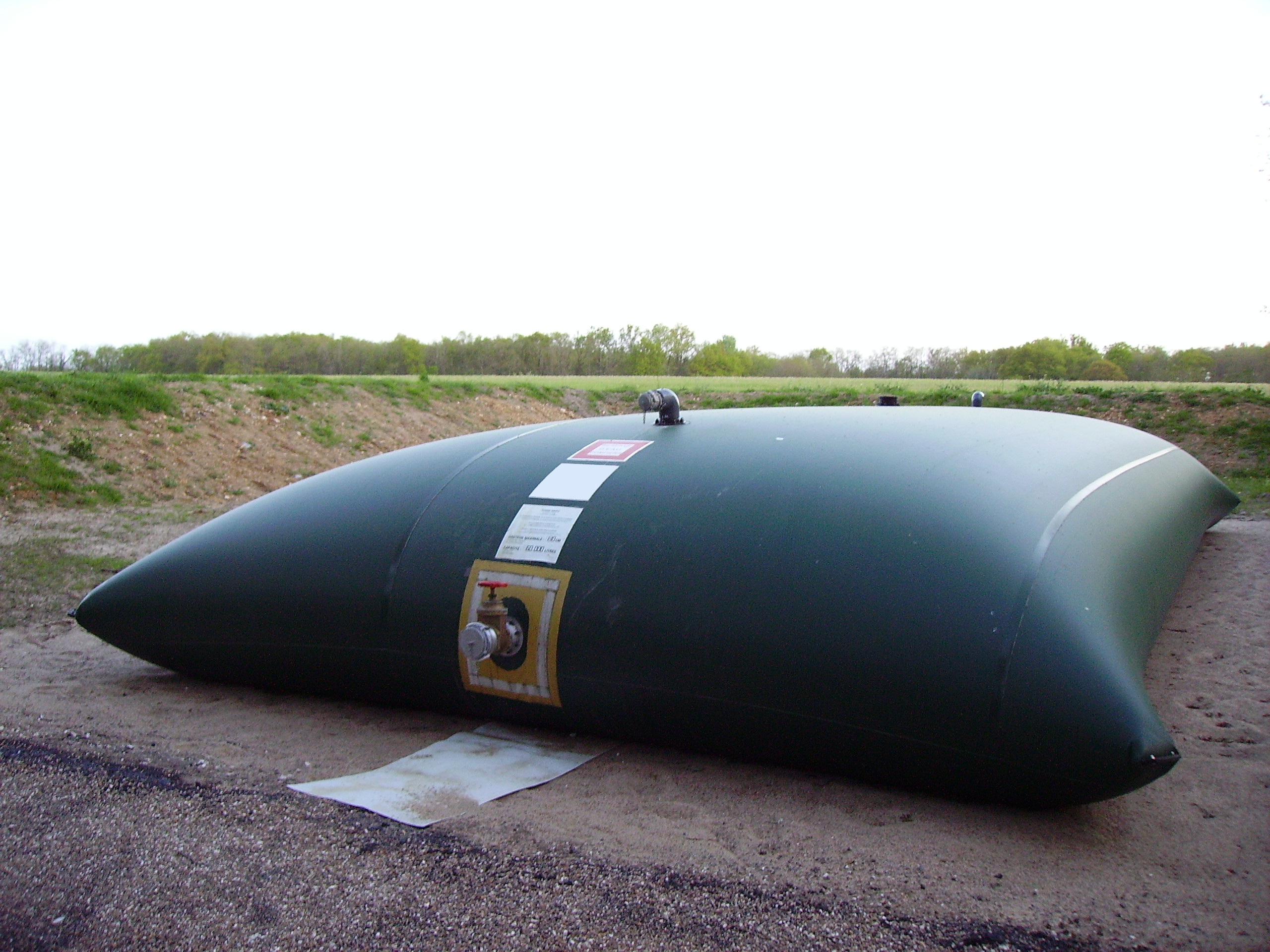
Портативний гнучкий резервуар

Гнучкі резервуари - це  обладнання для зберігання рідин, таких як вода, добрива, стоки, нафта або масло. У порівнянні зі сталевими резервуарами, гнучкі резервуари мають багато переваг, включаючи меншу вагу та стійкість до іржі.  

## Історія
Гнучкі резервуари вперше були використані в літаках другої світової війни, включаючи як винищувачі, такі як Spitfire, так і бомбардувальники. До ранніх виробників гнучких резервуарів належав Марстон Ексельсіор, який виготовляв паливні баки для бомбардувальників Vickers Wellington та винищувачів-бомбардувальників de Havilland Mosquito у другій світовій війні. 
Резервуари, що використовуються в F1 та ралійних автомобілях, та паливні баки для бойових машин є різновидом зміцненого тканиною термопластичного або гумового резервуара для зберігання рідин. Це значно зменшило кількість смертей від вогню серед гонщиків.  Гумові паливні баки стали життєздатною технологією для автомобілів з кінця 1950-х років  але нечисленні виробники застосували їх.
Водна промисловість почала використовувати гнучкі мембрани в 1950-х роках. Переваги перед жорсткими системами зберігання включають низьку вартість, менший ріст водоростей, нижче забруднення підземних вод і менше випаровування та просочування. Через структурні обмеження гнучких резервуарів вони, як правило, мають максимально рекомендовану ємність для зберігання води. 

## Зберігання рідини
Гнучкі резервуари - інноваційний продукт для зберігання і транспортування рідин: добрив, води, палива, масла, промислових і сільськогосподарських стоків, виготовлений з міцної поліефірної тканини зі стійким до впливу зовнішнього середовища і агресивних рідин покриттям
Метод зберігання рідин в гнучких резервуарах все частіше використовується як серед великих виробників галузей, так і серед невеликих сільських господарств та приватних споживачів. 

## Переваги
Гнучкі резервуари не вимагають будівельних робіт, зведення фундаменту і дозвільної документації.
Установка на підготовленому майданчику займає менше години.
Деякі гнучкі цистерни можуть бути використані як транспортні контейнери на вантажних автомобілях, кораблях або літаках, а деякі  придатні для використання на аеродромах, гойдалках на вертольотах або для перевезення рідини на дальні відстані. 
Серед переваг також треба відзначити, що в гнучких резервуарах матеріал не вступає в реакцію з речовиною зберігання.
Гнучкі резервуари можуть бути виготовлені з поліефірної тканини з високою міцністю на розтяг, з еластомером або пластомером (ПУ, ПВХ, нітрил ), покритими з обох сторін.

## Варіанти застосування
• На промислових об'єктах;
• у фермерских господствах і садах;
• у віддалених житлових районах;
• муниципальных об'єктах;
• на пожежних станціях для збільшення запасів води;
• зберігання стоків, бурого розчину, шламу, дігестата;
• модернізація міських і колекторних станцій очистки;
• зберігання виробничних відходів для подальшої утилізації;
• зберігання нафтопродуктів;
• організація процесу очистки, ремонту, запуску в роботу стаціонарних нафтосховищ.

## Дивіться також
- Резервуари

## Зовнішні посилання
- SAE International: Гнучкі танки для літаків Загальні рекомендації щодо проектування та встановлення 1996 р [Архівовано 27 травня 2016 у Wayback Machine.]
- Виконавець з питань охорони праці: Вплив взаємодії рідинної структури на динамічну реакцію посудин та резервуарів, що піддаються динамічному навантаженню, 2007 [Архівовано 4 квітня 2013 у Wayback Machine.] (жорсткі та гнучкі резервуари)
- Національна комісія уряду Австралії з питань води: Підручник з проектування та встановлення резервуару для дощової води, 2008 рік [Архівовано 12 березня 2019 у Wayback Machine.] .
- Fem сейсмічний аналіз сталевих резервуарів для зберігання нафти на промислових об'єктах [Архівовано 4 березня 2016 у Wayback Machine.] (14th WCEE, 2008).
- Посібник Грейс: [Архівовано 14 серпня 2020 у Wayback Machine.] паливні баки Marston Excelsior для літаків Другої світової війни.